# Haematopota graeca
Haematopota graeca är en tvåvingeart som beskrevs av Szilady 1923. Haematopota graeca ingår i släktet Haematopota och familjen bromsar.
Artens utbredningsområde är Grekland. Inga underarter finns listade i Catalogue of Life.